# Hemmoor-emmer

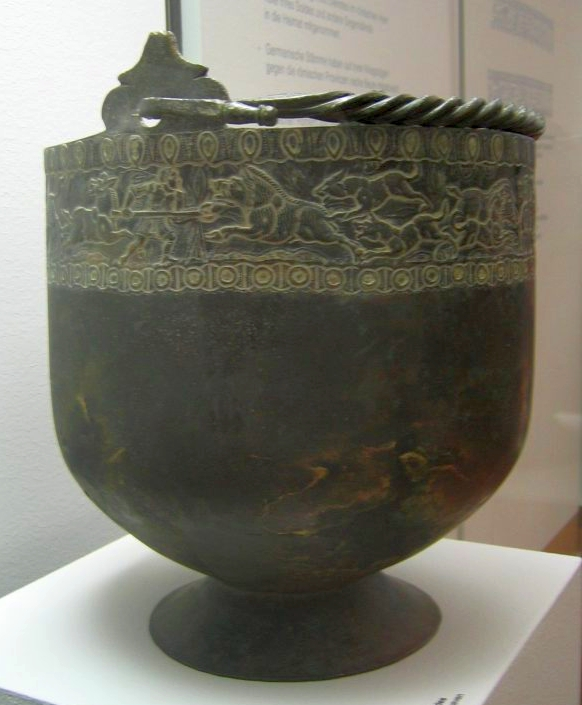
Hemmoor-emmer van Warstade, gevonden in Warstade, een stadsdeel van Hemmoor

Een Hemmoor-emmer is een emmervormig vat van 15-20 cm hoog vervaardigd uit brons, messing of een ander metaal. Hemmoor-emmers dateren uit de Romeinse Keizertijd. De eerste werden eind negentiende eeuw gevonden bij de Noord-Duitse plaats Hemmoor.
Hemmoor-emmers zijn cilindervormig, hebben een afgeronde onderzijde en staan dikwijls op een standring. Vaak zijn ze aan de bovenrand versierd met een fries. De emmers zijn dunwandig (4-10 millimeter dik). De meeste werden gemaakt in de tweede helft van de tweede eeuw of de derde eeuw. Ze zijn van situlae te onderscheiden doordat de laatste naar onder toe enigszins smaller worden.
Het is mogelijk, dat Germanen deze voorwerpen door ruilhandel verwierven van Romeinen; er is gesuggereerd, dat ze, ten dele in Germaanse opdracht, werden gemaakt in Capua. De Germanen gebruikten Hemmoor-emmers doorgaans als urn voor crematie-as; de meeste vondsten zijn dan ook gedaan op Germaanse grafvelden.
De eerste als zodanig geclassificeerde 18 Hemmoor-emmers werden in 1892 en 1893 gevonden te Hemmoor in de Landkreis Cuxhaven in Noord-Duitsland. In later jaren liep dit op tot ruim 150 gevonden exemplaren. De meeste van deze emmers zijn gevonden in het huidige Duitsland.
Museum Het Valkhof te Nijmegen en het Rijksmuseum van Oudheden te Leiden hebben ieder een exemplaar in de collectie. De Sarcofaag van Simpelveld, die in het Leidse RMO te zien is, vertoont een reliëf waarop twee van deze emmers te zien zijn; deze dienden wellicht als luxe keukengerei.

## Afbeeldingen

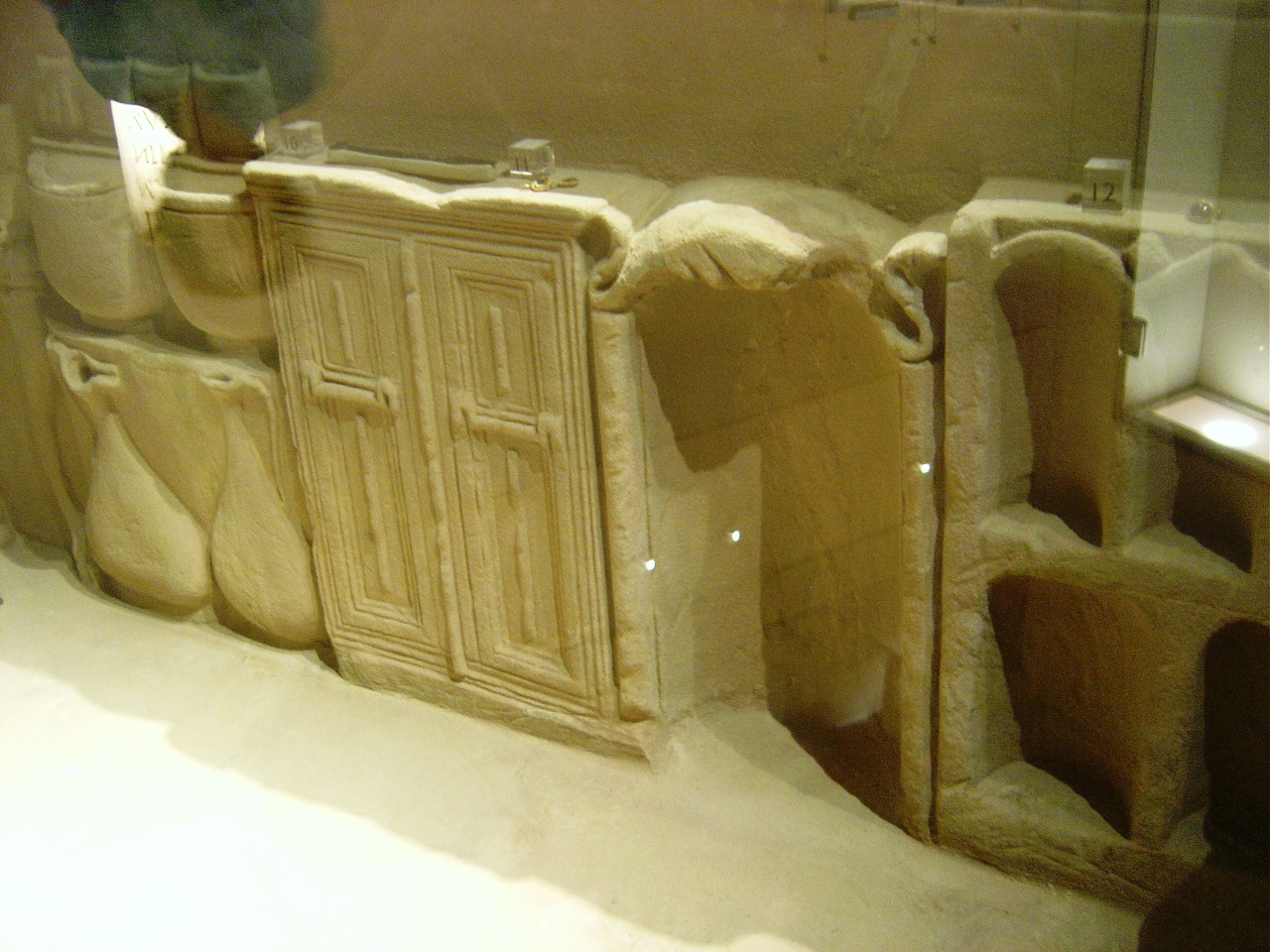
Sarcofaag van Simpelveld met woninginrichting, linksboven twee Hemmoor-emmers
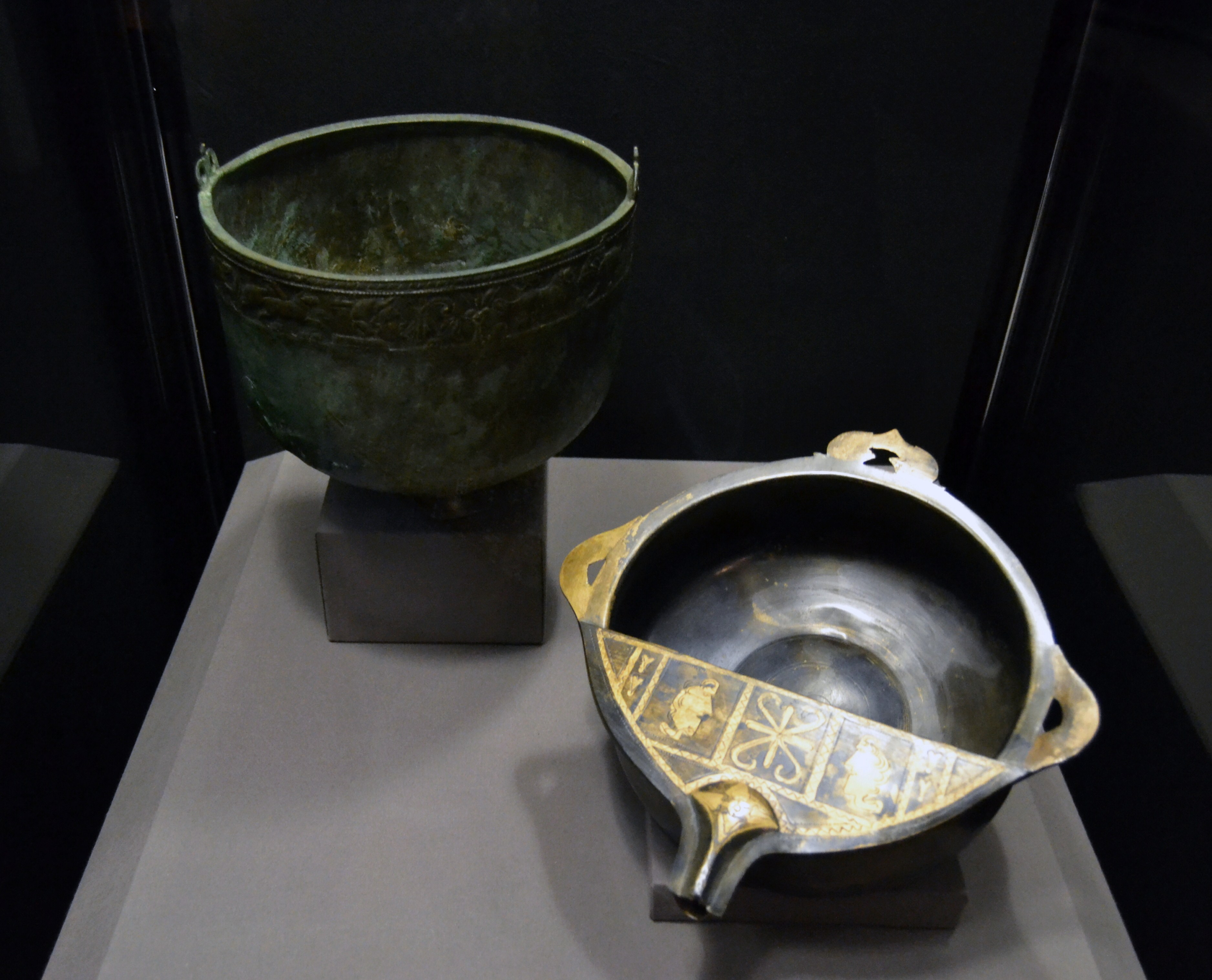
Links een Hemmoor-emmer gevonden bij Neupotz